# Gustave Choquet
Gustave Choquet   (Solesmes, 1 de març de 1915 - 5è arrondissement de Lió, 14 de novembre de 2006) va ser un matemàtic francès.

## Vida i Obra
Poc després de néixer en una localitat propera a Valenciennes va esclatar la Primera Guerra Mundial i el seu pare va ser mobilitzat. La mare i els seus dos fills van residir a La Vendée durant tota la guerra fins que, en finalitzar, van reunir-se amb el pare i van establir la residència a Saultain. Choquet va fer els estudis secundaris al Lycée de Valenciennes i, en acabar-los el 1933, va guanyar el Concours Général de matemàtiques de França. El curs 1933-34 va fer els estudis preparatoris per a l'ingrés a les Grandes Écoles i el 1934 va ser admès a l'École Normale Supérieure en la qual es va graduar el 1937. El 1938 va obtenir una beca per dos anys per estudiar a la universitat de Princeton però l'esclat de la Segona Guerra Mundial el va obligar a retornar el 1939, després del primer any. Va ser mobilitzat i va participar en la batalla de França amb el 7é Regiment de Dragons, fins a la derrota de juny de 1940. Els anys següents va sobreviure modestament, amb la seva primera dona i dos fills, d'un estipendi del CNRS.
Acabada la guerra, va defensar la seva tesi doctoral el 1946 i, a continuació, va marxar amb la família a Polònia on va treballar amb destacats matemàtics de l'escola polonesa com Sierpinski, Kuratowski, Steinhaus o Nikodym. L'any següent va retornar a França per a ser professor de la universitat de Grenoble que va deixar el 1949 per incorporar-se a la universitat de París, de la qual es va retirar el 1984. A més, entre 1960 i 1969 va ser professor de l'École polytechnique. Després de divorciar-se, el 1961 es va casar amb la matemàtica Yvonne Bruhat, amb qui va tenir dos fills més.
Choquet va publicar una desena de llibres sobre geometria, topologia, anàlisi matemàtica i teoria de capacitats. També va publicar més de cent-cinquanta articles científics. Les seves aportacions més importants van ser en els camps de la integració, teoria de la mesura, teoria del potencial i anàlisi de funcions lineals.
Va destacar pel seu compromís amb l'ensenyament de les matemàtiques i el seu millorament, tan a nivell universitari com a nivells maternal, primari i secundari. La seva posició pedagògica, no obstant, s'allunyava del formalisme més radical representat pels Bourbakistes. Aquest compromís el va portar el 1950 a fundar, amb Jean Piaget i Caleb Gattegno, la Commission internationale pour l'étude et l'amélioration de l'enseignement des mathématiques, que va presidir durant els primers anys de la seva existència.